# اورسکوگ
اورسکوگ (به لاتین: Ørskog) یک شهرستان در نروژ است که در مور او رومسدال واقع شده‌است.

## خصوصیات
اورسکوگ ۱۳۲٫۳۰ کیلومترمربع مساحت و ۲٬۲۶۷ نفر جمعیت دارد.